# Espacio entre oraciones

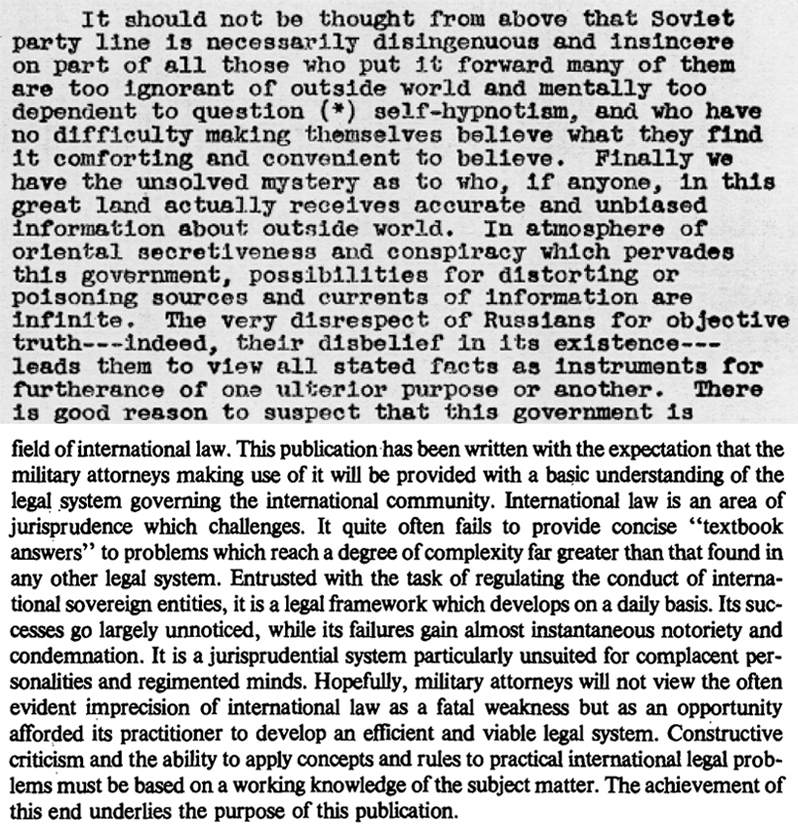
Espacio doble entre oraciones (1946) vs. Espacio simple entre oraciones (1979).

El espacio entre oraciones es el espacio horizontal entre oraciones en un texto de composición tipográfica. Es una cuestión de convención tipográfica. Desde la introducción de los caracteres amovibles que se utilizaban en la imprenta en Europa, se han usado diversos tipos de espacio entre líneas en lenguas cuyo alfabeto deriva del latín. Estos incluyen un espacio de palabra "normal" (entre palabras en una oración), un espacio ampliado, doble espacio y, debido a los medios digitales, recientemente también se considera el no espacio. Aunque las fuentes digitales modernas pueden ajustar los espacios en una palabra para que sea más agradable visualmente y para crear un espaciado más constante siguiendo una puntuación determinada, existe sin embargo un debate sobre si deben adoptarse uno o dos espacios entre oraciones.
Hasta el siglo XX, las editoriales y las imprentas de muchos países usaban simplemente un espacio entre oraciones, pero ampliado. No obstante, había excepciones de este método de espaciado tradicional, ya que algunas imprentas en algunos países preferían el espaciado simple. El término espaciado simple era también conocido como espaciado francés. El uso del espaciado doble (a veces llamado espaciado inglés) se extendió al uso común con la introducción de la máquina de escribir a finales del sigo XIX. Se tenía la sensación de que si se usaba un solo espacio en una máquina de escribir, "un solo espacio... no era lo suficientemente ancho como para crear el suficiente espacio entre las oraciones" y ese espacio extra podía ayudar a marcar el final de una oración. Esto promovió un cambio en la práctica. Desde finales del siglo XIX, se le dijo a las imprentas que ignoraran sus manuales de composición tipográfica en favor del espaciado de las máquinas de escribir. Los operadores Monotype y Linotype usaban doble espaciado entre oraciones y esto era lo que se enseñaba en las clases de mecanografía.
Con la introducción de las letras o fuentes proporcionales en los ordenadores, el doble espaciado entre oraciones quedó obsoleto, según los expertos. Estas letras proporcionales asignaban un espacio horizontal entre caracteres adecuado (incluyendo signos de puntuación), y los programas de composición tipográfica como [Tex] pueden modificar los valores de cran para ajustar los espacios que siguen a una puntuación determinada. Por lo tanto, existe una menor necesidad de incrementar los espacios manualmente entre oraciones. Desde 1950 aproximadamente, el espaciado entre oraciones simple se convirtió en estándar en libros, revistas y periódicos. No obstante, muchos aún creen que el doble espacio es correcto. El debate continúa, particularmente en internet, ya que mucha gente utiliza motores de búsqueda con la intención de encontrar qué es lo correcto. Mucha gente prefiere el doble espaciado entre oraciones para un uso informal, debido a que fue así como ellos aprendieron mecanografía. También hay un debate sobre qué es más ameno, pero los estudios llevados a cabo desde 2002 han producido resultados inconclusos.
La mayor parte de los trabajos publicados sobre tipografía dice que el doble espaciado es incorrecto, pero algunas fuentes no tipográficas indican que podría ser usado en una máquina de escribir con un tipo de letra monoespacio. La mayoría de guías de estilo optan por un espacio simple después los signos de puntuación para trabajos publicados. Algunas de ellas permiten doble espaciado en borradores de manuscritos para circunstancias específicas basadas en preferencias personales. Las guías de gramática y de diseño e incluso las guías de diseño de páginas web proporcionan una información similar.

## Historia

### Composición tipográfica tradicional

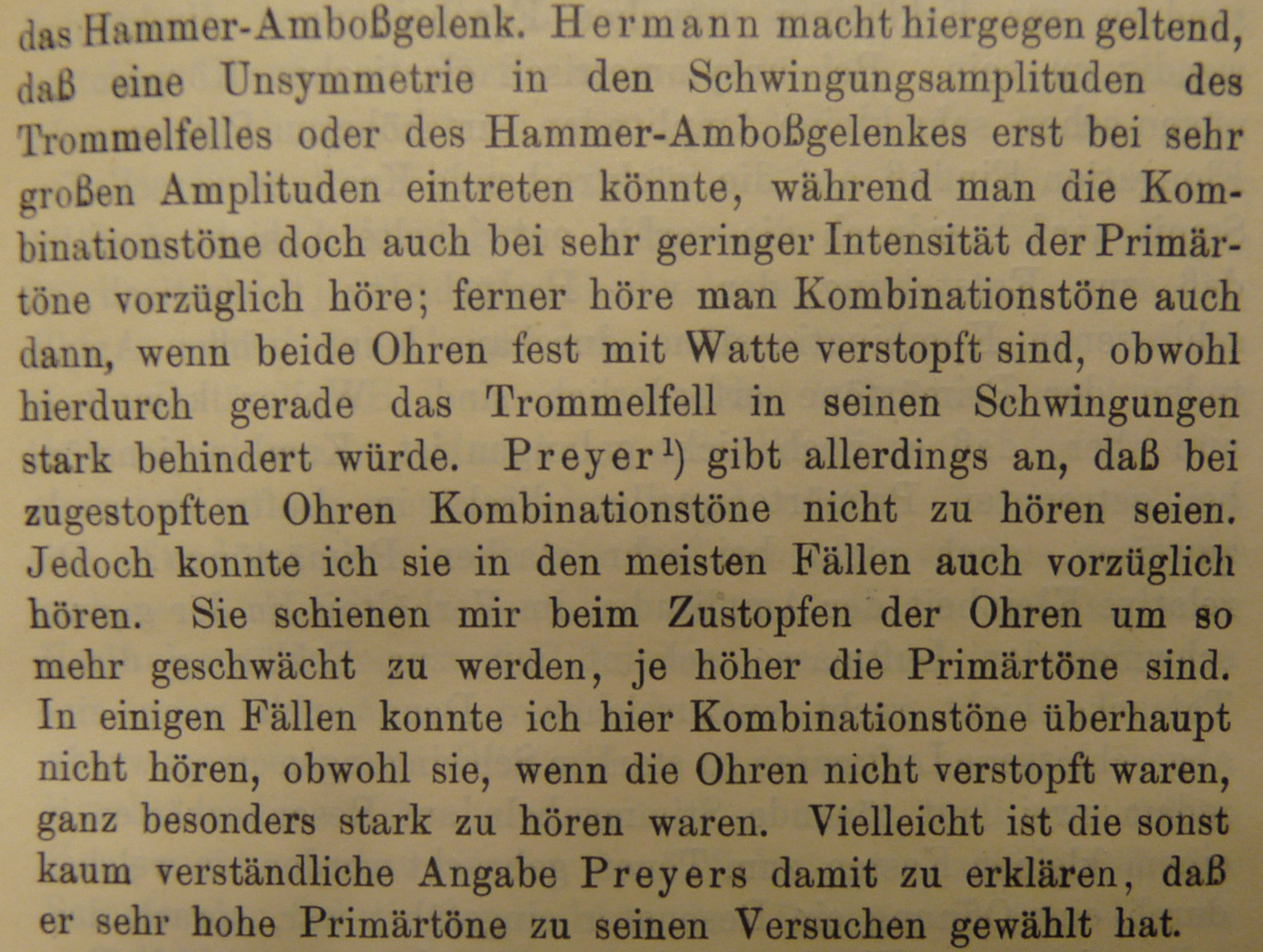
Ejemplo de texto a espacio simple, con un espacio em entre las oraciones (1909).

El espaciado entre palabras no se podía modificar en los sistemas de impresión iniciales, pero pronto aparecieron mejoras que permitieron variar el espaciado. Las primeras guías de estilo de las máquinas de escribir americanas, inglesas y otras de Europa (también conocidas como reglas de impresión) especificaban estándares de espaciado que fueron básicamente idénticos a los que aparecieron a partir del siglo XVIII. Estas guías (por ejemplo, Jacobi, en el Reino Unido (1890) y MacKellar, Harpel y De Vinne (1966-1901), en los Estados Unidos, indicaron que las oraciones deberían ser separadas por un cuadratín, y que las palabras deberían espaciarse 1/3 o 1/2 de un cuadratín (véase la ilustración a la derecha). Para la mayoría de los países, esto se convirtió en un estándar para trabajos publicados hasta el siglo XX. Aun así, incluso en este período hubo editoriales (mayoritariamente en Francia) que usaron un espacio de palabra estándar entre oraciones, una técnica llamada espaciado francés (véase la ilustración de arriba).

### Sistemas de teclado mecánico y la llegada de la máquina de escribir
Los sistemas de teclado mecánico como, por ejemplo, las máquinas Linotype y Monotype, aparecieron a finales del siglo XIX, permitiendo variedad de espacios entre oraciones. Sin embargo, con la llegada de la máquina de escribir y su extensión a finales del siglo XIX, la composición media de los textos tenía solamente dos posibilidades: adoptar el espacio o bien una, o bien dos veces entre oraciones. Las limitaciones de la mecanografía no permitía espacios entre medias. Esto causó un cambio importante en los métodos de espaciado entre oraciones. Mecanógrafos de algunos países de habla inglesas aprendieron a insertar dos espacios entre oraciones para aproximar el exagerado espaciado entre oraciones usado en las imprentas tradicionales, una práctica que continuó a lo largo del siglo XX. A este tipo de espaciado se le dio el nombre de espaciado inglés, y supuso una divergencia con los mecanógrafos franceses, que continuaron usando el espaciado francés.

### La transición al espacio simple

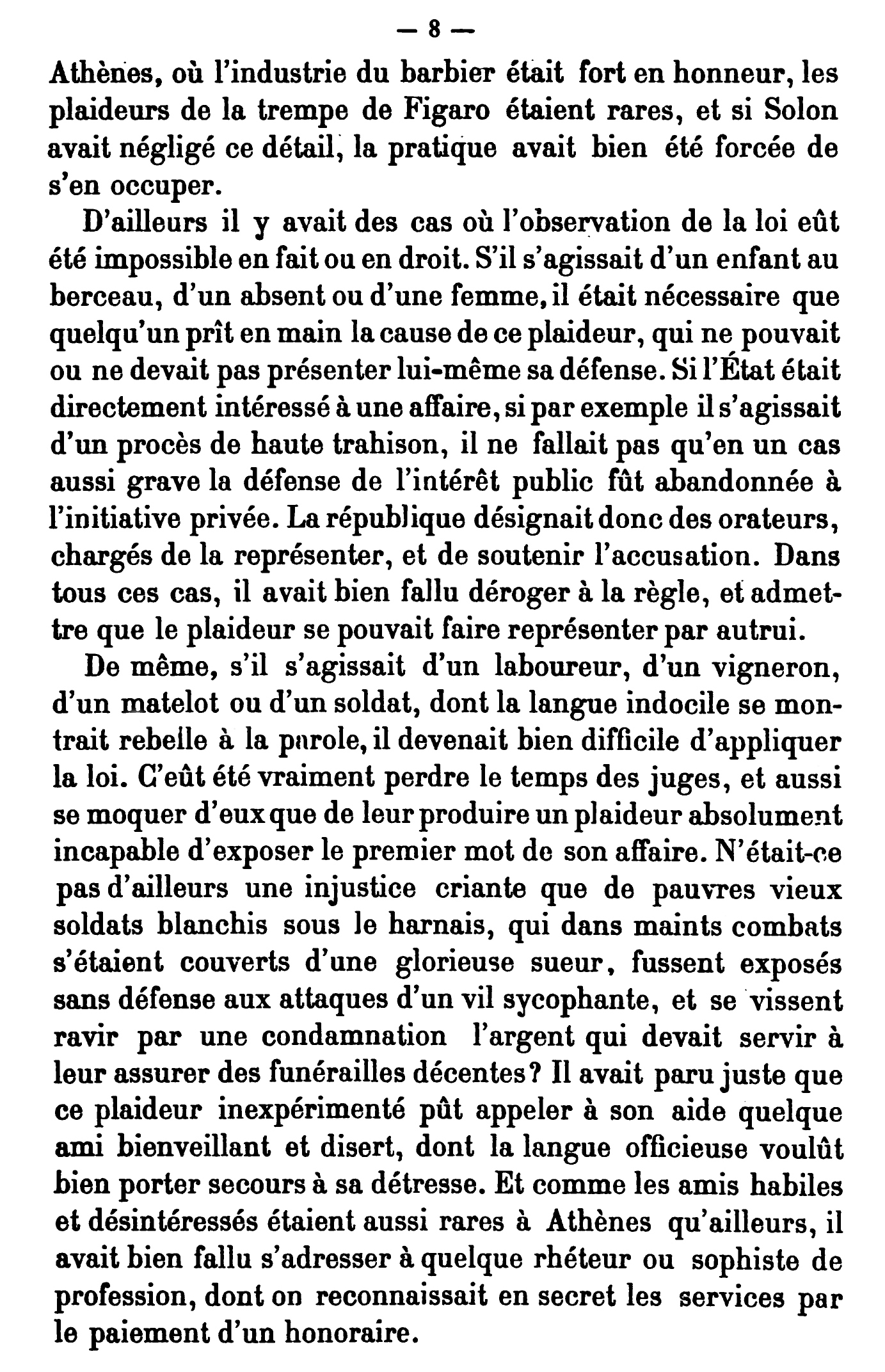
Texto con composición tipográfica con espaciado francés (1874)

Las imprentas profesionales cambiaron el espaciado entre oraciones de doble a simple durante el siglo XX. Revistas, periódicos y libros empezaron a adoptar la convención del espacio simple en los Estados Unidos en alrededor de 1940 y posteriormente, en 1950, lo hizo el Reino Unido. Pero los mecanógrafos no hicieron la transición al espaciado simple de forma simultánea. La mayoría de los escritores aún confiaban en la máquina de escribir para crear un texto, con su correspondiente limitación de espaciado.
Los avances tecnológicos comenzaron a afectar a los métodos de espaciado entre oraciones. En 1941, IBM sacó al mercado Executive, una máquina de escribir capaz de llevar a cabo espacios proporcionales, los cuales habían sido usados en la mecanografía profesional durante cientos de años. Esta innovación terminó con el dominio que la fuente monoespacio tenía en la máquina de escribir, reduciendo además sus graves limitaciones mecánicas. Alrededor de 1960, sistemas de fotocomposición electrónica hicieron caso omiso de los espacios en blanco, una característica que posteriormente reapareció en el mundo virtual, ya que HTML también ignora los espacios en blanco adicionales. Los ordenadores ofrecían herramientas adicionales de espacio entre oraciones para el escritor estándar, y la convención de doble espacio "como un procedimiento operativo estándar... desapareció con la IBM Selectric". A finales del siglo XX, los trabajos publicados comenzaron a ajustar su estilo en el espaciado entre oraciones.

## Literatura moderna

### Tipografía
Existe un mito del dos espacios después del punto separado, pero solo es un mito.
Con la era del ordenador, los mecanógrafos comenzaron a menospreciar el doble espacio, incluso en texto monoespaciados. En 1989, Desktop Publishing by Design declaró que "la mecanografía requiere solamente un espacio después de puntos, signos de interrogación, signos de exclamación y dos puntos", e identificó el espacio simple como una convención tipográfica. Stop Stealing Sheep & Find Out How Type Works (1993) y Designing with Type: The Essential Guide to Typography (2006), indicaban que debería utilizarse un espaciado uniforme entre palabras, y también entre oraciones.
Recientes trabajos en tipografía han tenido un fuerte impacto. Según la opinión de Ilene Strizver, fundador de Type Studio, "Se deben olvidar las tolerantes diferencias de opinión: hablando tipográficamente, teclear dos espacios antes del principio de una nueva oración es absoluta e inequívocamente incorrecto". El Manual completo de tipografía (2003) declara que "La tradición mecanográfica de separar oraciones con doble espacio después de un período no tiene cabida en la mecanografía" y el espacio simple es "práctica estándar tipográfica" Los Elementos de estilo tipográfico (2004) aboga por un espacio simple entre oraciones, observando que "tu mecanografía así como tu composición tipográfica se beneficiarán de desaprender este antiguo (espaciado doble) hábito victoriano".
El libro de Davir Jury, About Face: Reviving the Rules of Typography (2004), publicado en Suiza, aclara la posición tipográfica contemporánea en el espaciado entre oraciones:

Los espacios de palabras que preceden o que van después de los signos de puntuación deberán ajustarse ópticamente para aparentar el mismo valor que un espaciado estándar. Si un espaciado estándar se inserta después de un punto y seguido o de una coma, entonces ópticamente esto produce un espaciado de hasta un 50% más ancho que un espaciado entre palabras en una línea. Esto se debe a que estos signos de puntuación ya tienen espaciado encima de ellos, lo que supone que, cuando se añade un espaciado estándar adyacente el espacio, parezca más grande visualmente. Algunos argumentan que este espacio "adicional" después de un punto y seguido o después de una coma hace la función de pausa orientativa para el lector. Pero esto es innecesario (y visualmente perjudicial), ya que el signo de puntuación en sí mismo sirve de pausa orientativa.

#### Libros de estilo

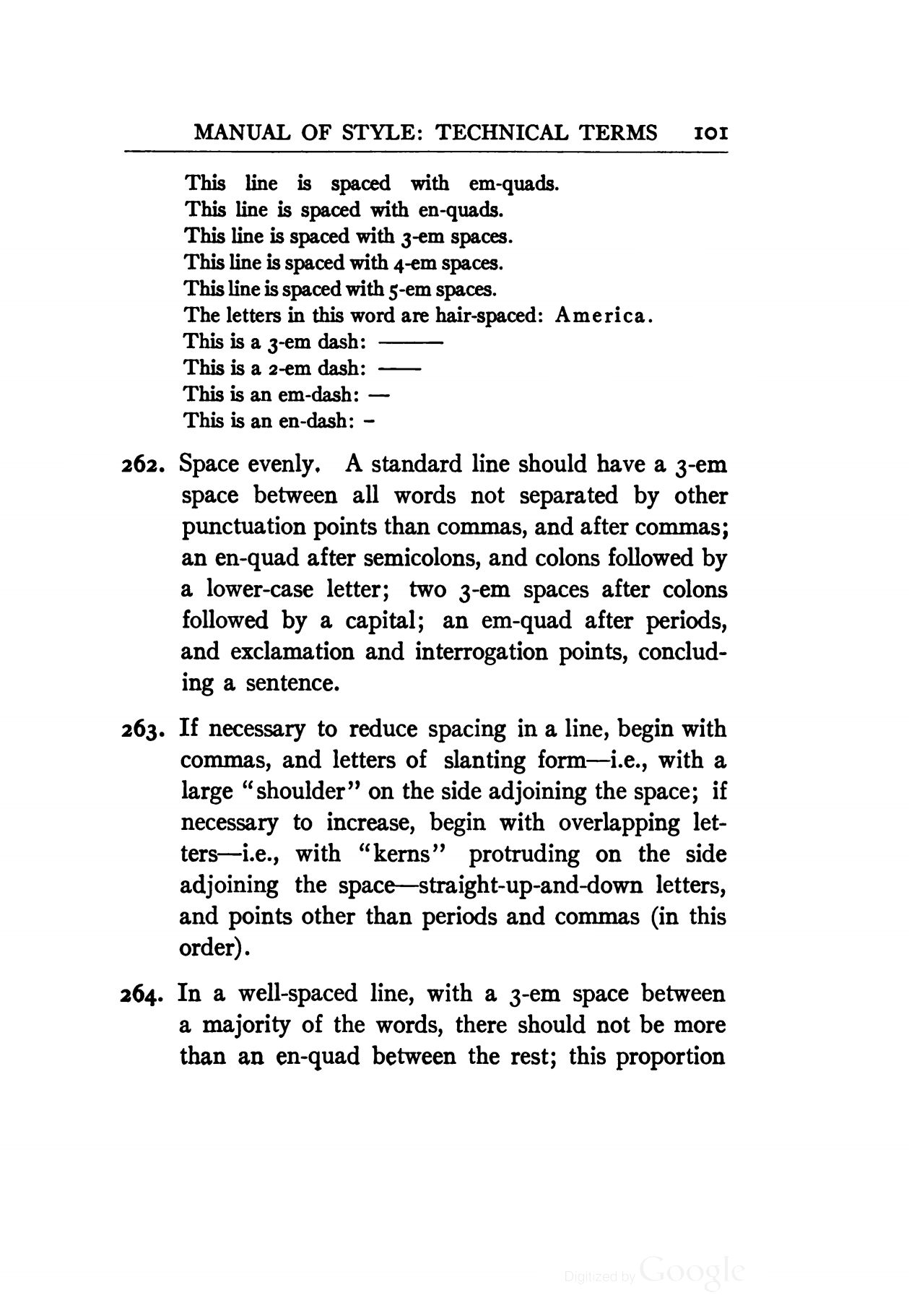
Ejemplo de espaciado tradicional del Chicago Manual of Style de 1911

Los primeros libros de estilo para la composición tipográfica usaban un espacio mayor entre oraciones que entre palabras, "espacio tradicional", como se muestra en la ilustración de la derecha. En el siglo XX, los libros de estilos ordenaban de forma general dos espacios entre oraciones para los manuscritos mecanografiados, los cuales se utilizaron con anterioridad a las tipografías profesionales. Conforme la autoedición se fue generalizando, los manuscritos mecanografiados fueron menos relevantes y la mayoría de los libros de estilo dejaron de hacer distinciones entre manuscritos y productos tipográficos finales. En el mismo período, los libros de estilo empezaron a cambiar su orientación en el espacio entre oraciones. La edición del Chicago Manual of Style usaba cuadratines entre oraciones en sus textos, y para la edición del 2003 había cambiado a espacios entre oraciones simples tanto para manuscritos como para impresiones. En la década de 1980, el United Kingdm's Hart's Rules (1983) había cambiado a espacio entre oraciones simple, a lo que se sumaron otros libros de estilo en la década de 1990. Posteriormente, a principios del siglo XXI, la mayoría de los libros de estilo habían cambiado su opinión e indicaban que sólo un espacio de una palabra era adecuado entre oraciones.
Los libros de estilo modernos ofrecían parámetros y orientaciones para el lenguaje escrito. Estos trabajos fueron importantes para los autores, ya que "prácticamente todos los editores profesionales trabajaron conjuntamente en la edición de manuscritos para publicaciones". Extensas ediciones posteriores de libros de estilo, como el Oxford Style Manual (2003) en el Reino Unido y el The Chicago Manual of Style (2010), en los Estados Unidos, proporcionan parámetros de una amplia variedad en cuanto a temas de escritura y diseño, incluyendo el espacio entre oraciones. La mayoría de los manuales de estilo ahora aconsejan el uso de un espacio simple de signos de puntuación en trabajos finales y publicaciones. Simplemente unos cuantos manuales de estilo permiten el doble espacio entre oraciones para borradores de trabajos, y el Gregg Reference Manual da margen para hacerlo en general. Estos trabajos en sí mismos siguen el estándar actual de publicación de un espacio simple entre oraciones.
El Manual de estilo interinstitucional de la Unión Europea (2008) indica que en todas las publicaciones de la Unión Europea ha de usarse el espacio sencillo entre oraciones, abarcando así las 23 lenguas de la Unión Europea. En cuanto al idioma inglés, el Manual de estilo en inglés de la Comisión Europea (2010) afirma que las oraciones se separan siempre por un espacio sencillo. Por su parte, el Manual de estilo para autores, editores e imprentas (2007), publicado en primer lugar en 1966 por la Oficina de impresiones del gobierno de la Mancomunidad de Naciones de Australia, estipula que sólo se usa un espacio después los "signos de puntuación de cierre de oraciones", y que "la práctica de doble espacio ofrecida por los programas tanto de procesamiento de textos como de edición electrónica, que ofrecen espaciados más variables y sofisticados, ha de evitarse porque puede crear espacios y huecos que distraigan al lector.
Los idiomas que no tienen el respaldo de una academia lingüística normalmente tienen varios manuales de estilo, y sólo algunos de ellos debaten sobre el espacio entre oraciones. Este es el caso del Reino Unido, por ejemplo. El Manual de estilo de Oxford (2003) y el libro de estilo de la Asociación de Investigación en Humanidades Modernas (Modern Humanities Research Association, MHRA) (2002) declaran que solamente debe usarse el espaciado simple. En Canadá, tanto la sección de inglés como de francés del Estilo canadiense. Una guía para escribir y redactar (1997), recomienda el espacio entre oraciones simple. En los Estados Unidos, muchos libros de estilo como el Libro de estilo de Chicago (2003), permiten solamente usar espacios simple entre oraciones. Por su parte, el libro de estilo más importante en Italia, Il Nuovo Manuale di Stile (2009), no orienta en cuanto a los espacios entre oraciones, sin embargo, la Guida di Stile Italiano (2010), la guía oficial para traducción de Microsoft, recomienda a los usuarios usar el espaciado simple entre oraciones, en lugar de usar el doble espacio como en los Estados Unidos.

#### Guías de idiomas
Algunas lenguas, como el francés y el español, tienen academias que establecen las normas. Sus publicaciones normalmente orientan en cuanto a la ortografía y la gramática, en lugar de dar directrices relacionadas con la tipografía. Los libros de estilo no son tan relevantes en estas lenguas, ya que los académicos establecen las normas para el uso de la lengua (prescriptivismo lingüístico). Por ejemplo, la Academia Francesa publica el Diccionario de la Academia Francesa para francófonos de todo el mundo.